# Gering (Nebraska)
Gering – miasto w Stanach Zjednoczonych, w stanie Nebraska, siedziba hrabstwa Scotts Bluff. W 2000 miasto posiadało 7 751 mieszkańców.

## Miasta partnerskie
- Bamian, Afganistan